# Zelenodolsk (Ukraine)
Zelenodolsk (ukrainsk: Зеленодо́льськ, tr. Zelenodólsk, ukrainsk udtale: [zeˌlɛnoˈdɔlʲsʲk]  ( hør)) er en by i Kryvyj Rih rajon i Dnipropetrovsk oblast (provins) i Ukraine. Den har en befolkning på omkring 12.692 (2022) indbyggere.
Zelenodolsk er sæde for administrationen af Zelenodolsk urban hromada, en af hromadaerne i Ukraine. Indtil 18. juli 2020 hørte Zelenodolsk til Apostolove rajon. Rajonen blev nedlagt i juli 2020 som led i den administrative reform af Ukraine, der reducerede antallet af rajoner i Dnipropetrovsk oblast til syv. Området i Apostolove rajon blev slået sammen med Kryvyi Rih rajon.

## Geografi
Byen ligger 13 km syd for Apostolove og ca. 55 km sydøst for Kryvyj Rih, direkte på grænsen til Kherson oblast i den sydlige del af Apostolowe rajon. Zelenodolsk kommune omfatter også landsbyen Mala Kostromka (Мала Костромка}).

## Demografi
Byen har en befolkning på omkring 12.692 (2022) indbyggere. Før Ruslands invasion af Ukraine 2022 havde den en befolkning på omkring 12.874 (2021) indbyggere.